# Campbell (Ohio)
Pour les articles homonymes, voir Campbell.
Campbell est une ville américaine située dans le comté de Mahoning, dans l'Ohio. Selon le recensement de 2010, sa population est de 8 235 habitants.